# Мілфорд (Коннектикут)
Мілфорд (англ. Milford) — місто (англ. city) в США, в окрузі Нью-Гейвен на південному заході штату Коннектикут. Населення — 50 558 осіб (2020).

## Географія
Мілфорд розташований за координатами 41°13′22″ пн. ш. 73°3′49″ зх. д. / 41.22278° пн. ш. 73.06361° зх. д. (41.222692, -73.063641). За даними Бюро перепису населення США в 2010 році місто мало площу 65,09 км², з яких 56,72 км² — суходіл та 8,36 км² — водойми.

## Демографія
Згідно з переписом 2010 року, у селищі мешкала 51 271 особа в 21 017 домогосподарствах у складі 13 534 родин. Густота населення становила 788 осіб/км². Було 22288 помешкань (342/км²).
Расовий склад населення:
| - 88,8 % — білих - 5,5 % — азіатів - 2,6 % — чорних або афроамериканців - 0,1 % — корінних американців - 1,3 % — осіб інших рас |

До двох чи більше рас належало 1,6 %. Частка іспаномовних становила 5,2 % від усіх жителів.
За віковим діапазоном населення розподілялося таким чином: 20,1 % — особи молодші 18 років, 63,7 % — особи у віці 18—64 років, 16,2 % — особи у віці 65 років та старші. Медіана віку мешканця становила 43,3 року. На 100 осіб жіночої статі у селищі припадало 92,9 чоловіків; на 100 жінок у віці від 18 років та старших — 90,1 чоловіків також старших 18 років.
Середній дохід на одне домашнє господарство становив 98 287 доларів США (медіана — 80 156), а середній дохід на одну сім'ю — 117 993 долари (медіана — 100 484). Медіана доходів становила 69 183 долари для чоловіків та 58 621 долар для жінок. За межею бідності перебувало 6,7 % осіб, у тому числі 8,6 % дітей у віці до 18 років та 7,2 % осіб у віці 65 років та старших.
Цивільне працевлаштоване населення становило 27 231 особа. Основні галузі зайнятості: освіта, охорона здоров'я та соціальна допомога — 26,3 %, науковці, спеціалісти, менеджери — 12,6 %, виробництво — 12,1 %.

## Особистості
У місті народився Джонатан Квік — американський хокеїст.
У місті проживає Ерін Пек — американська бобслеїстка.